# Charles Lennox, II duca di Richmond
Charles Lennox, II duca di Richmond, II duca di Lennox e II duca di Aubigny (Goodwood, 18 maggio 1701 – Godalming, 8 agosto 1750), era figlio di Charles Lennox, I duca di Richmond, nonché nipote di re Carlo II d'Inghilterra.
Ebbe numerosi incarichi per i suoi legami di parentela con i reali inglesi, ma è soprattutto ricordato per il generoso patronato che decise di devolvere allo sport del cricket ed è descritto come uno dei più importanti promotori dello sport inglese.

## Biografia

### Infanzia
Charles Lennox ottenne il titolo di Conte di March dalla sua nascita nel 1701 come erede del ducato paterno. Egli era infatti figlio di Charles Lennox, I duca di Richmond e di sua moglie, Anne Brudenell. Ereditò dal padre, oltre ai titoli, anche l'amore per gli sport, in particolare per il cricket. All'età di dodici anni la sua vita fu messa a repentaglio da una caduta da cavallo, dalla quale però si riprese fortunatamente molto presto.

### Matrimonio

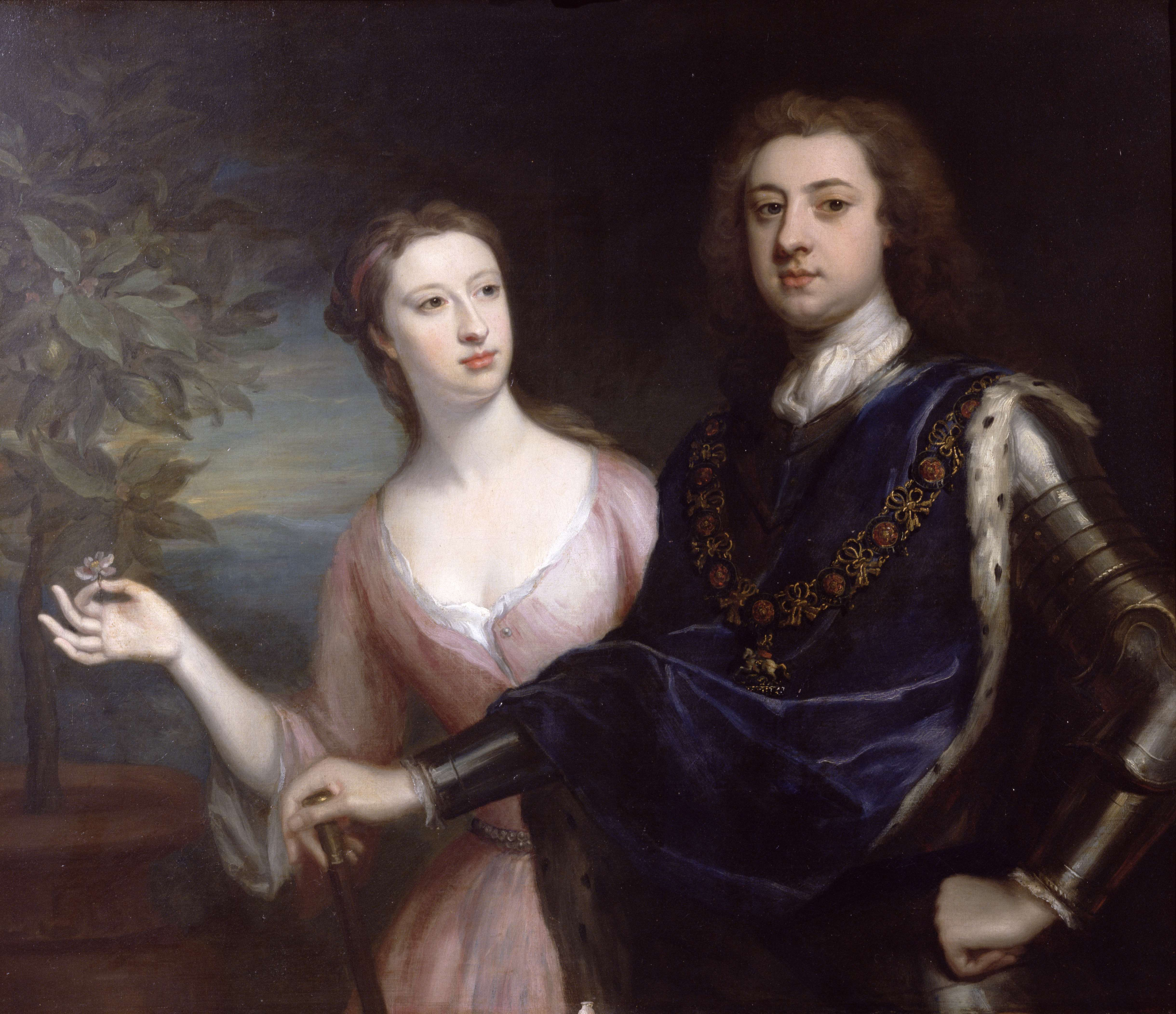
Il Duca e la Duchessa di Richmond di Jonathan Richardson. Questo dipinto fu commissionato dalla nonna di Charles, Louise de Kérouaille che voleva un quadro del nipote e della moglie

Il Conte di March iniziò a interessarsi agli affari matrimoniali appena diciottenne, nel dicembre del 1719, quando sposò la tredicenne lady Sarah Cadogan. La coppia si sposò a Le Hague durante l'esilio degli Stuart dall'Inghilterra, dopo la venuta degli Hannover.. La coppia ebbe dodici figli.

### Carriera politica

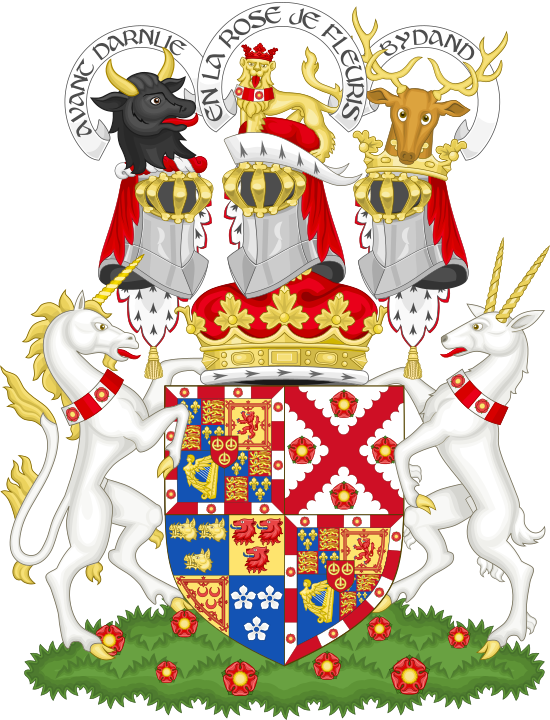
Stemma dei Duchi di Richmond e Lennox

Nel 1722 fece ritorno in madrepatria e divenne membro del parlamento per Chichester come primo membro assieme a sir Thomas Miller come secondo. Rinunciò al proprio incarico politico alla morte del padre, nel maggio del 1723, per succedergli al titolo di II Duca di Richmond. Durante questo primo periodo politico fu fondamentale il ruolo della moglie Sarah e il loro matrimonio fu molto felice.

### Interesse per il cricket e patronato sullo sport

#### The Duke of Richmond's XI

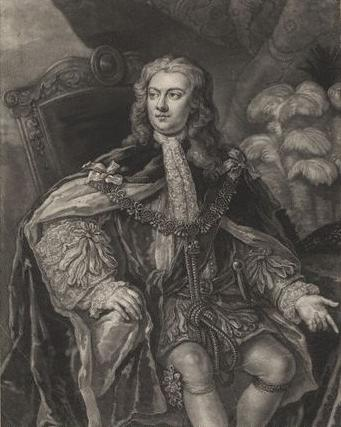
Charles Lennox ritratto da John Vanderbank

Il Duca di Richmond venne descritto già dai contemporanei come uno tra i maggiori patroni dello sport del cricket. Anche se egli aveva praticato il cricket sin da ragazzo il suo coinvolgimento serio nello sport avvenne dopo la sua successione al ducato paterno. Egli capitanò la propria squadra, "The Duke of Richmond's XI" che includeva alcuni tra i primi giocatori professionisti come Thomas Waymark, per poi patrocinare lo Slindon Cricket Club e associarsi ai fratelli Newland. Uno dei primi match registrati è quello contro i Sir William Gage's XI il 20 luglio 1725, che viene menzionato anche in una lettera inviata dallo stesso Sir William al Duca.
Gli archivi ci hanno tramandato altri quattro incontri con protagonista la squadra di Richmond nella sola stagione del 1727: due contro i Gage's XI e due contro un XI del Surrey patrocinati da Alan Brodrick. Queste due ultime partite furono altamente significative dal momento che il Duca di Richmond e Brodrick scrissero a quattro mani gli Articles of Agreement che ancora oggi determinano le regole del gioco, sintetizzate in sedici punti. Si ritiene che questa fosse la prima volta che le regole (o parte di esse in questo caso), vennero formalmente trascritte, anche se altre regole più specifiche vennero definite in seguito. La prima vera e propria codificazione delle Laws of Cricket venne realizzata nel 1744. Nei primi scontri le regole erano tramandate oralmente ed erano soggette a variazioni locali. Tale stesura delle regole si rese necessaria non solo per sedare le dispute che potevano sorgere internamente per la concessione di punti o penalità, ma anche per la rendere universale la disposizione del gioco del cricket.
Nel 1728 i Richmond's Sussex giocarono ancora due volte contro i Kent di Edward Stead e persero entrambe le partite, con i Kent che videro assegnarsi il titolo della Champion County.
Nel 1730 la squadra del Duca di Richmond giocò due partite contro i Gage's XI e un'altra partita contro i Surrey XI promossi da Mr. Andrews di Sunbury. Il Duca di Richmond perse solo contro Andrews. Il secondo match contro i Gage, dal momento che venne giocato al The Dripping Pan, presso Lewes, "venne presieduto da Waymark in quanto il Duca si trovava ammalato".
Nel 1731 il Duca di Richmond venne coinvolto in una delle partite più discusse che siano mai state registrate dagli storici del cricket. Il 16 agosto la sua squadra del Sussex giocò contro i Middlesex XI, capitanati da Mr. Chambers, a Chichester. La squadra di Mr. Chambers vinse questo match, che aveva in palio la vincita di cento ghinee, e venne predisposta una rivincita a Richmond Green il 23 agosto di quell'anno. La partita di rivincita venne giocata per duecento ghinee e fu uno dei primi match ove vennero riportati ufficialmente dalla cronaca anche i punti delle due squadre: Duca di Richmond 79, Mr Chambers 119; duca di Richmond 72, Mr Chambers 23–5 (circa). Il gioco si concluse con la vittoria della squadra del Duca, anche se questo provocò non poche proteste da parte del pubblico e dei giocatori in quanto, oltre ad alcune scorrettezze riportate, la squadra di Richmond era arrivata in ritardo e aveva ritardato l'inizio del gioco. Per sedare le numerose proteste, a ogni modo, alla fine il Duca di Richmond concesse il risultato ai Chambers.
Il Duca non venne menzionato nelle fonti della storia del cricket per i successivi dieci anni. Questa pausa può essere dovuta al fatto che nel 1733 il duca si ruppe una gamba e non poté giocare personalmente alle partite della sua squadra. Questi anni furono solo la preparazione per una nuova squadra, incentrata sul piccolo villaggio di Slindon, sul confine con la sua residenza di Goodwood.

#### Slindon
La presa di posizione del Slindon Cricket Club nella storia del cricket inglese è basata sul gioco di Richard Newland e sul patronato che il Duca di Richmond ebbe sulla squadra. Martedì 9 luglio 1741, in una lettera al marito, la Duchessa di Richmond fa menzione di una conversazione con John Newland relativa a una partita tra gli Slindon e gli East Dean a Long Down, presso Eartham, avvenuta una settimana prima. Poi, il 28 luglio successivo, il Duca di Richmond inviò due lettere al Duca di Newcastle per parlargli a proposito del gioco all'epoca. La partita a cui si fa riferimento in questa lettera si svolse a Portslade tra gli Slindon, che vinsero, e una squadra non nominata.
Lunedì 7 settembre 1741 gli Slindon giocarono a Merrow Down, presso Guildford. Il Duca di Richmond, in a lettera inviata al Duca di Newcastle prima del gioco, parlò dei "poveri piccoli Slyndon contro la vostra intera contea del Surrey". Il giorno successivo egli scrisse ancora annunciando "abbiamo battuto il Surrey".
La duchessa Sarah gli scrisse venerdì 9 settembre dicendo "avevo tanto sperato [...] che il Sussex battesse il Surrey [...], un cruccio che mi portavo appresso da quando quei compagni avevano battuto voi" (riferendosi apparentemente al fiasco di Richmond Green dell'agosto del 1731).
Nel 1744 il Duca di Richmond creò quello che oggi è il più antico sistema di punteggio di cricket conosciuto per una partita tra la squadra di Londra e gli Slindon all'Artillery Ground il 2 giugno di quell'anno. Slindon vinse 55 turni e il carteggio dei punteggi è ancora oggi conservato presso il West Sussex Records Office.
Nell'agosto del 1745 il Duca di Richmond capitanò i Sussex XI nuovamente contro il Surrey in un match a Berry Hill, presso Arundel. I Surrey vinsero lo scontro, come traspare dalle parole di Lord John Philip Sackville in una lettera inviata al Duca sabato 14 settembre: "Speravo avreste lasciato giocare Ridgeway invece che il vostro stopper che ha segnato un punto a nostro favore".

#### Single wicket

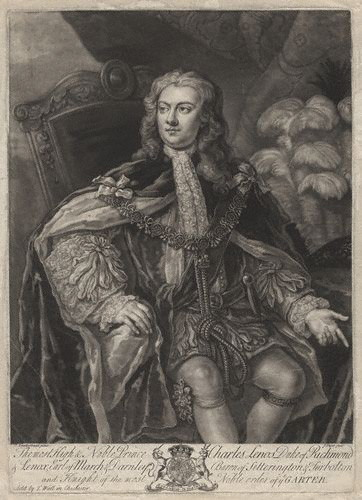
Il duca Charles in una stampa d'epoca

Quando lo stile del single wicket divenne dominante come forma di cricket, sul finire degli anni '40 del Settecento, il Duca di Richmond entrò in un gran numero di squadre centrate su Stephen Dingate, che era a quel tempo da lui supportato. Per esempio un gran numero di partite vennero combattute nel campo alberato di Dingate, Joseph Rudd e Pye. Il Duca di Richmond solitamente si trovò opposto a Thomas Waymark, che era cresciuto all'interno delle sue squadre.

### Morte
Il Duca di Richmond morì l'8 agosto 1750 a Godalming e venne sepolto nella Cattedrale di Chichester. Egli rimase nella memoria di tutti come uno dei primi sostenitori e giocatori professionisti del cricket in Inghilterra, dando particolare impulso al Slindon club e al Sussex cricket. Con la sua scomparsa anche il cricket entrò in crisi per un breve tempo, fino alla comparsa del Brighton Cricket Club sul finire del secolo.
Come suo padre fu massone (fu iniziato nel 1724) e Gran maestro della Prima gran loggia d'Inghilterra.

## Discendenza
Dal matrimonio tra Lord Richmond e Lady Sarah Cadogan nacquero:
- Lady Georgiana Lennox (27 marzo 1723 – 24 luglio 1774), sposò Henry Fox, I barone Holland, ed ebbe discendenza.
- Charles Lennox, conte di March (3 settembre 1724 – 1724).
- Louisa Margaret Lennox (15 novembre 1725 – maggio 1728).
- Anne Lennox (27 maggio 1726 – 1727).
- Charles Lennox, conte di March (9 settembre 1730 – novembre 1730).
- Lady Emily Lennox (6 ottobre 1731 – 27 marzo 1814), sposò in prime nozze James FitzGerald, I duca di Leinster, ed ebbe discendenza; in seconde nozze sposò William Ogilivie ed ebbe discendenza.
- Charles Lennox, III duca di Richmond (22 febbraio 1735 – 29 dicembre 1806).
- Lord George Lennox (29 novembre 1737 – 25 marzo 1805), generale.
- Lady Margaret Lennox (16 novembre 1739 – 10 gennaio 1741).
- Lady Louisa Lennox (24 novembre 1743 – 1821), sposò Thomas Connolly ma non ebbe discendenza.
- Lady Sarah Lennox (14 febbraio 1745 – agosto 1826), sposò in prime nozze Sir Charles Bunbury, VI baronetto, ed ebbe discendenza (anche se non da suo marito ma da Lord William Gordon); in seconde nozze sposò George Napier, dal quale ebbe discendenza.
- Lady Cecilia Lennox (28 febbraio 1750 – 21 novembre 1769).

## Ascendenza
|                                                     |                                        |                                               | Genitori                                               |  |  | Nonni |  |  | Bisnonni                                           |  |  | Trisnonni                                        |  |
|                                                     |                                        |                                               |                                                        |  |  |       |  |  | Charles I, re d'Inghilterra, di Scozia e d'Irlanda |  |  | James I, re d'Inghilterra, di Scozia e d'Irlanda |  |
|                                                     |                                        |                                               |                                                        |  |  |       |  |  | Charles I, re d'Inghilterra, di Scozia e d'Irlanda |  |  | James I, re d'Inghilterra, di Scozia e d'Irlanda |  |
|                                                     |                                        | Anna af Danmark                               |                                                        |  |  |       |  |  | Charles I, re d'Inghilterra, di Scozia e d'Irlanda |  |  |                                                  |  |
| Charles II, re d'Inghilterra, di Scozia e d'Irlanda |                                        |                                               |                                                        |  |  |       |  |  | Charles I, re d'Inghilterra, di Scozia e d'Irlanda |  |  |                                                  |  |
|                                                     |                                        | Henriette-Marie de France                     | Henri IV, re di Francia                                |  |  |       |  |  |                                                    |  |  |                                                  |  |
|                                                     |                                        | Henriette-Marie de France                     | Henri IV, re di Francia                                |  |  |       |  |  |                                                    |  |  |                                                  |  |
|                                                     |                                        | Henriette-Marie de France                     | Maria de' Medici                                       |  |  |       |  |  |                                                    |  |  |                                                  |  |
| Charles Lennox, I duca di Richmond                  |                                        | Henriette-Marie de France                     |                                                        |  |  |       |  |  |                                                    |  |  |                                                  |  |
|                                                     |                                        | Guillaume de Penancoët, signore di Kérouaille | René de Penancoët, signore di Kerouazle e Villeneuve   |  |  |       |  |  |                                                    |  |  |                                                  |  |
|                                                     |                                        | Guillaume de Penancoët, signore di Kérouaille | René de Penancoët, signore di Kerouazle e Villeneuve   |  |  |       |  |  |                                                    |  |  |                                                  |  |
|                                                     |                                        | Guillaume de Penancoët, signore di Kérouaille | Julienne Emery du Pont-l'Abbé, signora di Chef-du-Bois |  |  |       |  |  |                                                    |  |  |                                                  |  |
| Louise Renée de Penancoët de Kérouaille             |                                        | Guillaume de Penancoët, signore di Kérouaille |                                                        |  |  |       |  |  |                                                    |  |  |                                                  |  |
|                                                     |                                        | Marie de Plœuc de Tymeur                      | Sébastien de Plœuc, marchese di Tymeur e Kergolay      |  |  |       |  |  |                                                    |  |  |                                                  |  |
|                                                     |                                        | Marie de Plœuc de Tymeur                      | Sébastien de Plœuc, marchese di Tymeur e Kergolay      |  |  |       |  |  |                                                    |  |  |                                                  |  |
|                                                     |                                        | Marie de Plœuc de Tymeur                      | Marie de Rieux de Sourdeac                             |  |  |       |  |  |                                                    |  |  |                                                  |  |
| Charles Lennox, II duca di Richmond                 |                                        | Marie de Plœuc de Tymeur                      |                                                        |  |  |       |  |  |                                                    |  |  |                                                  |  |
|                                                     | Robert Brudenell, II conte di Cardigan | Thomas Brudenell, I conte di Cardigan         |                                                        |  |  |       |  |  |                                                    |  |  |                                                  |  |
|                                                     | Robert Brudenell, II conte di Cardigan | Thomas Brudenell, I conte di Cardigan         |                                                        |  |  |       |  |  |                                                    |  |  |                                                  |  |
|                                                     | Robert Brudenell, II conte di Cardigan | Mary Tresham                                  |                                                        |  |  |       |  |  |                                                    |  |  |                                                  |  |
| Francis Brudenell, barone Brudenell                 | Robert Brudenell, II conte di Cardigan |                                               |                                                        |  |  |       |  |  |                                                    |  |  |                                                  |  |
|                                                     |                                        | Anne Savage                                   | Thomas Savage, I visconte Savage                       |  |  |       |  |  |                                                    |  |  |                                                  |  |
|                                                     |                                        | Anne Savage                                   | Thomas Savage, I visconte Savage                       |  |  |       |  |  |                                                    |  |  |                                                  |  |
|                                                     |                                        | Anne Savage                                   | Elizabeth Darcy, contessa di Rivers                    |  |  |       |  |  |                                                    |  |  |                                                  |  |
| Anne Brudenell                                      |                                        | Anne Savage                                   |                                                        |  |  |       |  |  |                                                    |  |  |                                                  |  |
|                                                     |                                        | Thomas Savile, I conte di Sussex              | John Savile, I barone Savile                           |  |  |       |  |  |                                                    |  |  |                                                  |  |
|                                                     |                                        | Thomas Savile, I conte di Sussex              | John Savile, I barone Savile                           |  |  |       |  |  |                                                    |  |  |                                                  |  |
|                                                     |                                        | Thomas Savile, I conte di Sussex              | Elizabeth Cary                                         |  |  |       |  |  |                                                    |  |  |                                                  |  |
| Frances Savile                                      |                                        | Thomas Savile, I conte di Sussex              |                                                        |  |  |       |  |  |                                                    |  |  |                                                  |  |
|                                                     |                                        | Anne Villiers                                 | Christopher Villiers, I conte di Anglesey              |  |  |       |  |  |                                                    |  |  |                                                  |  |
|                                                     |                                        | Anne Villiers                                 | Christopher Villiers, I conte di Anglesey              |  |  |       |  |  |                                                    |  |  |                                                  |  |
|                                                     |                                        | Anne Villiers                                 | Elizabeth Sheldon                                      |  |  |       |  |  |                                                    |  |  |                                                  |  |
|                                                     |                                        | Anne Villiers                                 |                                                        |  |  |       |  |  |                                                    |  |  |                                                  |  |